# Joana de Armagnac
Joana de Armagnac (em francês:  Jeanne; Pontoise, 24 de junho de 1346 — 15 de março de 1387) foi duquesa consorte de Berry como esposa de João de Berry.

## Família
Joana foi a primeira filha e terceira criança nascida do conde João I de Auvérnia e de sua segunda esposa, Beatriz de Clermont, senhora de Charolais. Os seus avós paternos eram o conde Bernardo VI de Armagnac e Cecília de Rodez. Os seus avós maternos eram João de Clermont, barão de Charolais e Joana de Dargies, senhora de Dargies e de Catheux.
Ela teve três irmãos, que eram: o conde João II, marido de Joana de Périgord; Bernardo, e Marta, duquesa de Girona e condessa de Cervera como esposa do infante João de Aragão.

## Biografia
O contrato de casamento entre Joana, de quatorze anos, e João, de dezenove anos, foi assinado na cidade de Carcassonne, no dia 24 de junho de 1360. A cerimônia ocorreu no dia 17 de outubro do mesmo ano, em Rodez. O noivo era filho do rei João II de França e de Bona de Luxemburgo.
O casal teve cinco filhos, três meninos e duas meninas.
A duquesa faleceu no dia 15 de maro de 1387, aos 40 anos de idade.

## Descendência
- Carlos de Berry (1362 – antes de 1382), conde de Montpensier. Foi casado com Maria de Sully. Sem descendência;
- Luís de Berry (1364 – após julho de 1383), não se casou e nem teve filhos;
- Bona de Berry (1362/1365 – 30 de dezembro de 1435), foi primeiro casada com Amadeu VII de Saboia, e depois com Bernardo VII, Conde de Armagnac. Teve descendência;
- Maria de Berry (m. junho de 1434), suo jure duquesa de Auvérnia e condessa de Montpensier. Foi casada três vezes, e teve filhos;
- João de Berry (4 de fevereiro de 1377 – antes de 17 de novembro de 1397), conde de Montpensier. Foi primeiro casado com Catarina de França, filha do rei Carlos V de França, e depois foi marido de Ana de Bourbon, mas não teve filhos.